# Diathraustodes amoenialis
Diathraustodes amoenialis là một loài bướm đêm trong họ Crambidae.